# Каневский, Александр Семёнович
Александр Семёнович Каневский (род. 29 мая 1933, Киев) — советский прозаик, поэт и драматург, киносценарист. С 1991 года живёт в Израиле.
Несколько лет издавал в Тель-Авиве юмористический журнал «Балаган», весёлый детский журнал «Балагаша» и сатирическую газету «Неправда».

## Биография
Родной брат актёра театра и кино Леонида Каневского. Окончил школу с золотой медалью, но в Киевский университет не был принят. Окончил Киевский автомобильно-дорожный институт, после чего был распределён в город Кзыл-Орда (Казахская ССР), где написал свою первую пьесу. После возвращения в Киев писал программы для популярных артистов эстрады Юрия Тимошенко и Ефима Березина (участники популярного комического дуэта Тарапунька и Штепсель), сценарии для мультфильмов, пьесы и киносценарии. Печатался в московских газетах и журналах, таких как «Литературная газета», «Советская культура», «Правда», «Неделя», «Собеседник», «Огонёк», «Крокодил», «Юность». В 1980 году переехал в Москву. Был одним из авторов популярной юмористической телепередачи «Кабачок „13 стульев“», участником не менее популярной юмористической телепередачи «Вокруг смеха», создал и руководил театром «Гротеск».

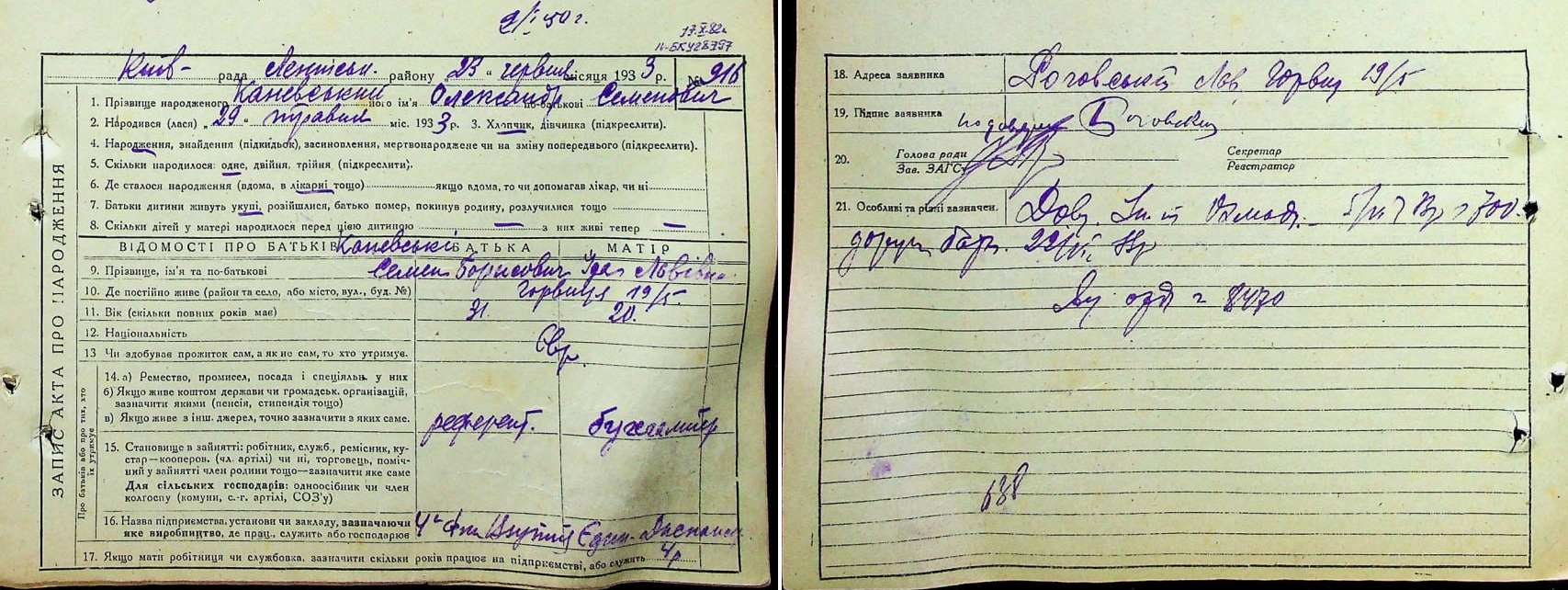
Запись акта о рождении А. Л. Каневского (Госархив г. Киева)

Эмигрировал в Израиль (1991), где поселился в Тель-Авиве. В иммиграции продолжил писать. Издавал юмористические журналы «Балаган» и «Балагаша» для детей, а также сатирическую газету «Неправда». С 2005 по 2009 год был художественным руководителем театра комедии «Какаду».
Написал более двадцати повестей и сборников рассказов, пьес и репортажей, изданных общим тиражом более миллиона экземпляров.
Был членом профессиональных комитетов драматургов Киева и Москвы, а также Союза кинематографистов СССР и Союза театральных деятелей. Член Союзов русскоязычных писателей Израиля (входит в правление) и Северной Америки, Союза кинематографистов России, Международного ПЕН-клуба, Международной академии науки, образования и культуры (США), почётный член Международного союза литераторов и журналистов «APIA» (Лондон).
Лауреат Международного конкурса «Алеко», Международного Московского кинофестиваля, премии им. Юрия Нагибина (2009), премии Федерации союзов писателей Израиля (за роман «Смейся, Паяц!»), премии конкурса «Человек года» в Лондоне (2010), Золотой медали Франца Кафки (2011). Профессор Пенинсульского университета Кремниевой Долины (2013).

## Сочинения

### Пьесы
- Семь Робинзонов (Вперёд назад).
- Возьмите шпагу (Три полотёра).
- Великий обманщик (Лёка любит Люку).
- Май нейм из Маня (инсценировка повести «Теза с нашего двора»).
- Проглотить удава (в соавторстве с Робертом Виккерсом).
- Два старых муравья.
- Сеанс одновременной любви.
- Курортная история.
- Лягушка-путешественница.
- Сказка о Бой-Бое — герое и Бай-Бае — лентяе.

### Книги
- Перша дитина — сборник рассказов и миниатюр (на украинском языке)[6]
- Бережіть жінок — сборник рассказов (на украинском языке)
- А что у вас? — сборник миниатюр (в соавторастве с Робертом Виккерсом)
- В шутку и всерьёз — сборник рассказов, 1974 г.
- Как стать любимым — репертуарный сборник,1975 г.(в соавторстве с Робертом Виккерсом)
- Случайная встреча — сборник рассказов, 1979 г. (А.Каневский, Л.Наумов)
- Принципиальный разговор — сборник рассказов, 1980 г. (на украинском языке)
- Давайте краснеть — сатирический сборник
- Чудаки — сборник рассказов[7]
- Алло, я вас вижу! — сборник рассказов[7]

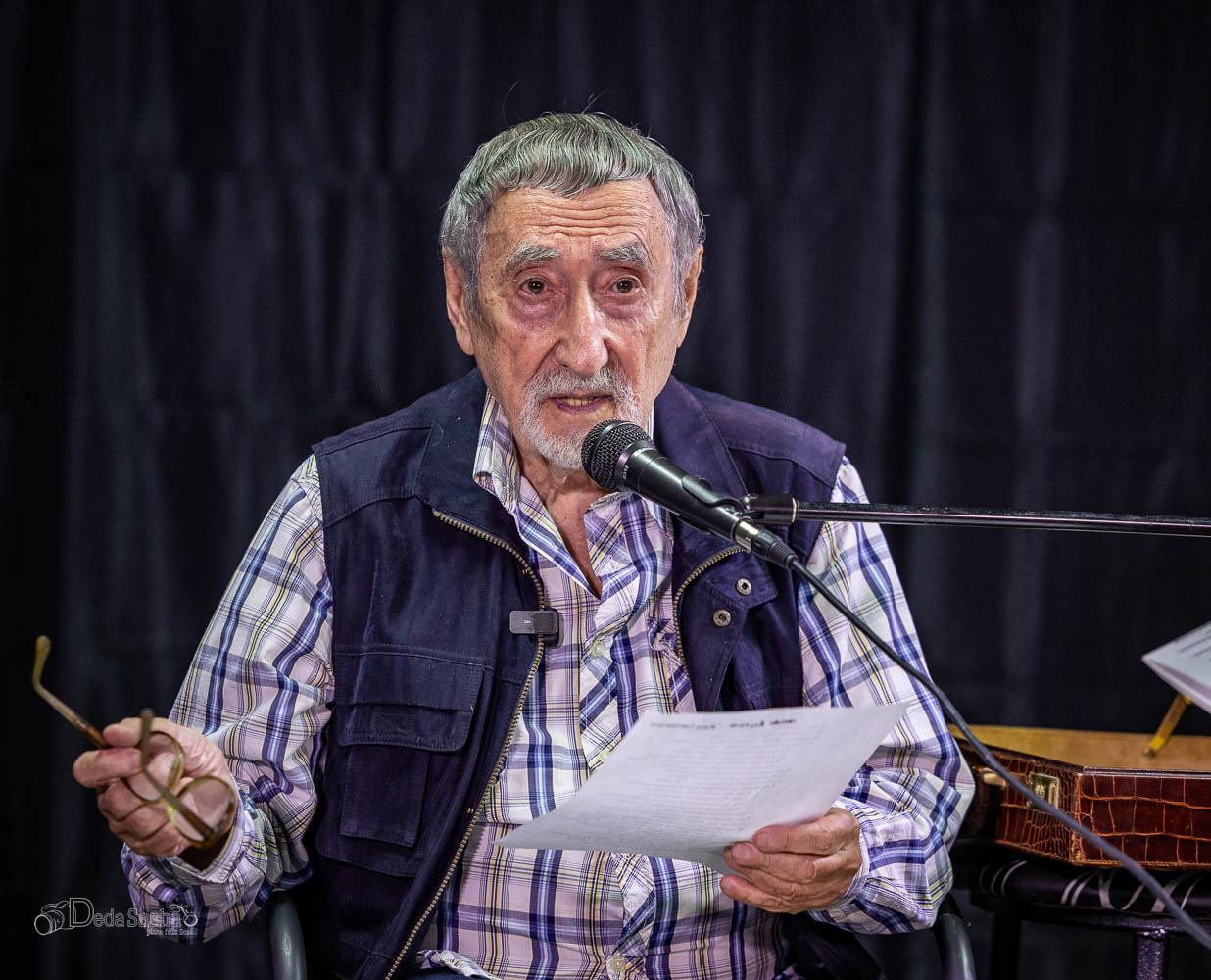
Александр Каневский. Встреча с читателями в Петах-Тикве. 2024

- Александр Каневский. Встреча с читателями в Петах-Тикве. 2024Города и люди — полное собрание впечатлений, 1990 г.[7]
- Моё открытие Израиля — сборник рассказов[7]
- Шестеро в одной машине, не считая седьмого — сборник эксцентрических рассказов[7]
- Теза с нашего двора (повесть) — о русскоязычной алие (часть I — «Май нейм из Маня», часть II — «Как пройти на Голгофу»)[8][9]
- Смейся, Паяц (роман) — Москва, издательство «Зебра Е», 2006 г.
- Идущие на смех — сборник рассказов, притч и иронических стихов. Издательство «Феникс», Ростов.2010 г.
- Кровавая Мэри — детектив с юмором, грустью и чуть-чуть с фантастикой. Издательство АСТ, Москва,2010 г.[6]
- Мои эстрадости — Сборник монологов, притчей, сценок, интермедий, коротких пьес и эстрадных обозрений, Москва 2011 г. — ISBM 978-5-9056
- Проклятия по контракту  — детектив, с юмором и грустью, и чуть-чуть с эксцентрикой. Главные герои из детектива «Кровавая Мэри». Издательский дом «Бейт Нелли», Тель-Авив, 2012 г.
- Полное собрание впечатлений — сборник впечатлений, встреч и улыбок. Издательство «Зебра Е», Москва, 2013 г.
- Два старых муравья — повесть-водевиль. Издательство «Зебра Е», Москва, 2015 г.
- Елена прекрасная — трагикомический детектив. Издательство Лимбус Пресс, Санкт Петербург, 2016 г.
- Человек с того смеха — избранное. Издательство «Зебра Е», Москва, 2016 г.
- Два шага до аншлага — комедии, драмы, фарсы, водевили. Издательство «Зебра Е», Москва, 2017 г.
- Весёлый винегрет — сборник коротких рассказов, фельетонов и афоризмов. Издательский дом «Beit Nelly Media», Тель-Авив, Израиль, 2017 г.
- Кина не будет — сценарии кино и телефильмов, сатирических мультфильмов и сюжетов киножурнала «Фитиль». Издательство «ЭКСМО», Москва, 2019 г.
- …а бес в ребро — Повесть. История запоздалой любви двух семейных, обеспеченных мужчины и женщины, имеющих уже не только детей, но и внуков. Издательство: Интернациональный Союз писателей серия «Библиотека Российского колокола», Москва, 2020 г. — ISBN 978-5-907306-38-7
- Стихи к чаю — чайные, нечайные. случайные, чрезвычайные — сборник стихов. Издательство «Beit Nelly Media», Тель-Авив, Израиль, 2020 г.
- Круглошуточное дежурство — М.: Зебра Е, Галактика, 2021. — 294 с. — ISBN 978-5-907164-69-7
- Смех + Грех = Успех — Пьесы: комедии, трагедии, драмы. Издательство: Интернациональный Союз писателей серия «Коллекция современной прозы», Москва, 20210 г. — ISBN 978-5-97395-45-9

## Фильмография
- 1963 — Сорок минут до рассвета
- 1976 — От и до
- 1979 — Киевский встречи
- Смехонические приключения Тарапуньки и Штепселя (этот сценарий и три предыдущих — в соавторстве с Робертом Виккерсом)
- Чудаки (13-серийный телесериал, ЧССР)

Мультфильмы:
- 1961 Окна сатиры
- 1964 Мишка+Машка
- 1967 Колумб причаливает к берегу
- 1975 Калейдоскоп-70. Жертва стандарта
- 1975 Верните Рекса
- 1979 Лень[10]
- 1979 Рокировка
- 1983 Посылка из Бомбея
- 1990 Про Матвея Кузьмича